# تیزین
تیزین (به عربی: تیزین) یک منطقهٔ مسکونی در سوریه است که در شهرستان حمات واقع شده‌است.

## خصوصیات
تیزین ۵٬۰۷۲ نفر جمعیت دارد.